# 浅地直樹
浅地 直樹（あさじ なおき、1965年2月23日 - ）は、東京都出身の俳優。文学座所属。
身長179cm。体重89kg。特技は剣道（二段）、三味線、サックス、アルトリコーダー。

## 出演作品

### 舞台
- 好色一代男（1991年）
- 夏の夜の夢（1992年）
- ロミオとジュリエット（1992年）
- 好色一代女（1993年）
- 女相撲〜憧れのハワイ場所（1994年）
- THE BOYS―ストーンヘンジアパートの隣人たち（1995年）
- 山彦ものがたり（1995年）
- タイタニック号の沈没（1996年）
- 特ダネ狂騒曲（1996年）
- 花咲く家の物語（1997年）
- 雨が空から降れば（1997年）
- イカイノ物語（1999年）
- ドゥ・ヌメリグ・フォン・ベツレヘム（1999年）
- 盆と正月（1999年）
- 最後の晩餐（2000年）
- 用明天王職人鑑（2001年）
- イカイノ物語（2001年）
- 一心二河白道（清玄桜姫）（2002年）
- ホームバディ／カブール（2003年）
- ジュリアスシーザー（2004年）
- 津国女夫池（2004年）
- THE LIVE for maruse〜ザ・ライブフォーマルセ（2007年）
- 花咲く家の物語（2007年）
- 数字で書かれた物語（2007年）
- レッツラゴー! ブラボー楽団〜今宵あなたと新宿で〜（2008年）
- アチャラカ荘の人々〜昭和・怪し芸能伝〜（2008年）
- 犀（2009年）
- ミュージカル オブ ザ モーツァルト“アマデウスがやってきた”（2009年）
- しぶとさは三文の得! 笑う門にはつるかめ荘（2009年）
- 救いの人・法然さま〜偉大な生涯の物語（2010年）
- クラウド9（2011年）
- 雨のワンマンカー（2011年）
- えっちゃんの街〜東一番丁物語〜（2011年）
- 真夏の夜の哀しみ・2011（2011年）
- チロルの秋（2012年）
- 沢氏の二人娘（2012年）
- さよならはダンスのあとで?（2012年）
- ミー&マイガール（2013年）
- えっちゃんの街〜東一番丁物語〜（2013年）
- THAT'S芸人魂〜笑って欲しい怖い人〜（2013年）
- Scenes from American Life 〜アメリカの日々〜（2013年）
- 破産（2014年）
- リチャード二世（2014年）
- 異人のススメ（2014年）
- ショウ・ボート（2015年）
- ミー&マイガール（2015年）
- 雪だるまの幻想（2016年）
- アンリエットの転地療養日記（2016年）
- 演劇 法然さまin増上寺（2016年）
- 雨の夏、三十人のジュリエットが還ってきた（2024年）[4]
- 出世景清

### 映画
- Last Dance -離婚式-（2001年） - 記者 役
- 眠る右手を（2003年）
- 99%、いつも曇り（2023年）[5]

### テレビ
- 相棒（2016年）
- 真田丸（2016年） - 毛利輝元 役